# ケープ州

1910年から1976年までのケープ州。

1976年から1994年までのケープ州。

現在の州（細分は郡）。
北西州
北ケープ州
東ケープ州
西ケープ州

ケープ州（ケープしゅう、英語: Cape Province、アフリカーンス語: Kaapprovinsie）は、南アフリカ（南アフリカ連邦および南アフリカ共和国）に1910年から1994年まで置かれていた州。州都はケープタウン。正式名称はケープ・オブ・グッドホープ州（英語: Cape of Good Hope Province、アフリカーンス語: Provinsie van die Kaap die Goeie Hoop）

## 沿革

### ケープ州
1910年に南アフリカの各植民地が合同して南アフリカ連邦が建国される際、それまでのケープ植民地を中心に、英領ベチュアナランド（モロペ川以南の直轄植民地のこと。モロペ川以北の英国保護領ベチュアナランドとは異なる）、東グリカランド（ナタール州のコックスタッド周辺にあった）、西グリカランド（キンバリー周辺）を統合して成立した。南アフリカ連邦はケープ州、ナタール州、オレンジ自由州、トランスヴァール州の4州が連合して形成された連邦であったため、3権の首府がそれぞれ各州の州都におかれ、ケープタウンには南アフリカの立法府が置かれた。
アパルトヘイト期にはケープ州の一部は分割され、トランスカイ、シスカイ、ボプタツワナといったバントゥースタンとなった。
ケープ植民地以来の伝統で、南アフリカ4州のうち唯一、カラードに選挙権が認められていた。しかし1956年、当時のヨハネス・ストレイダム首相率いる国民党政府は、カラードの利益を代表する白人議員の選出を認める代わりにカラードから選挙権を取り上げ、さらに1970年にはその議席も廃止した。

### 分州後
1994年、ケープ州は、西ケープ州・東ケープ州・北ケープ州の3州と、北西州の一部に分割された。